# Christlicher Extremismus
Christlicher Extremismus ist eine politische Ideologie, die die Gestaltung der Politik und Gesellschaft anhand von Werten und Normen anstrebt, die aus der Religion des Christentums abgeleitet werden. Die Vorstellungen christlicher Bewegungen sind uneinheitlich und reichen von einer politischen Gestaltung innerhalb säkularer und demokratischer Systeme bis hin zur fundamentalen Ablehnung ebendieser und dem Eintreten für einen totalitären Gottesstaat, mitunter durch Gewalt und Terrorismus.
Der Begriff christlicher Extremismus ist stark politisiert; eine einheitliche Definition existiert weder in wissenschaftlichen, sicherheitsbehördlichen noch journalistischen Beschreibungen; sie variiert stark und ist ebenso geprägt von Erkenntnisinteressen, weshalb auch die Kriterien, welche Personen und Gruppierungen als extremistisch eingestuft werden, nicht einheitlich sind. Hinzu kommen Überschneidungen mit anderen Begriffen wie christliche Rechte und christlicher Fundamentalismus.

#### Definition
Christlicher Extremismus ist ein breit gefächertes Phänomen, dass je nach Ort, Zeit und Konfession sehr unterschiedliche Ausprägungen annehmen kann. Eine eindeutige Definition existiert nicht. "Vielmehr existieren verschiedene Definitionen, um die Vielzahl an Erscheinungsformen darzustellen. Sie alle eint die Be-schreibung von Extremismus als eine vorwiegend anti-demokratische, anti-liberale Agitation und so-mit die Missachtung bzw. Ablehnung des demokratischen Verfassungsstaats und seiner Werte: Men-schenwürde, Rechtsstaatlichkeit, das Grundgesetz, demokratische Institutionen und die freie Presse werden ebenfalls boykottiert – teils auch mit Gewalt." So das Netzwerk für Extremismusforschung in Nordrhein-Westfalen. 
Verbindene Elemente verschiedener extremistischer Strömungen im Christentum sind u.A., die "Ablehnung des säkularen Staates, eine feindselige Haltung gegenüber nicht Gläubigen und Andersgläubigen sowie ein reaktionäres Gesellschaftsbild mit einer äußerst rigiden Sexualmoral (keine Sexualität außerhalb einer heterosexuellen Ehe)."
Zu den Gemeinsamkeiten zählen laut Alexander Kühn auch „ der Hang zu Verschwörungstheorien; das christliche Ehe- und Familienbild, das misogyne Rollendenken; die Vorschriften zur sexuellen Orientierung, Pornografie und Prostitution; die Ablehnung des Gender-Mainstreaming; die Verurteilung der Legalität von Abtreibungen; das theokratische Prinzip; das dichotomische Weltbild; die Annahme einer Apokalypse, nach der das Paradies eintrete; [... ]“ Alle Organisationen sehen ihre Positionen „in ihrem dogmatischen Absolutheits- und exklusiven Erkenntnisanspruch begründet.“
Diese Positionen werden zwar auch von anderen z.B. konservativen oder fundamentalistischen Christen geteilt, diese sind aber -im Gegensatz zu Extremisten- nicht bereit undemokratische oder kriminelle Mittel zur Durchsetzung ihrer Ideale einzusetzen. 

#### Geschichte (international)
Der Gunpowder Plot in London von 1605 war der Versuch katholischer Verschwörer, den protestantischen König samt Familie und Parlament durch eine Explosion zu töten, um die Unterdrückung der Katholiken zu rächen. 
In der zweiten Ära des Ku Klux Klan ab 1915 übernahmen Protestanten die Leitung des Klans, der bis 1925 auf über 4.000.000 Mitglieder anwuchs. In der Folge wurde die Ideologie religiös aufgeladen und der Klan terrorisierte nun besonders Katholiken, Juden und farbige Menschen, aber auch andere vermeintliche Sünder wie Homosexuelle, Alkoholiker oder Glücksspieler. In dieser Zeit entstand die Kreuzverbrennung, die als psychisches Druckmittel gegen politische Feinde angewendet wurde. Auch Auspeitschungen, Bombenattentate und Lynchmorde durch aufgestachelte Mobs setzte der Klan ein, um sein Ziele zu erreichen, u.A. die Durchsetzung protestantischer Werte in den USA.
Der ehemalige Präsident der American Academy of Religion Mark Juergensmeyer argumentiert, dass mit Ende des kalten Krieges und der fortschreitenden Globalisierung, ein Ansteigen religiösen Nationalismus einherging: "[...] von Algerien bis Idaho begannen religiöse Aktivisten mit beinahe transzendenter Leidenschaft sekulare Regierungen zu hassen und träumten von revolutionären Veränderungen, die eine göttliche Ordnung erreichen sollten[...]"
(Orginalzitat"religious activists from Algeria to Idaho, who have come to hate secular governments with an almost transcendent passion and dream of revolutionary changes that will establish a godly social order in the rubble of what the citizens of most secular societies regard as modern, egalitarian democracies")  

#### Geschichte (Deutschland)
Deutschen Christen (DC)
Exorzismus von Annelise Michel

#### Aktuelle Situation im deutschsprachigen Raum
Im deutschsprachigen Raum ist christlich motivierte offene Gewalt heute selten. Die Abgrenzung zwischen christlichen und rechtsextremen Motiven und Aspekten psychischer Gesundheit der Tätern ist in solchen Fällen, wie dem Attenatat von Halle, nur schwer möglich.
Häufig zeigt sich christlicher Extremismus in Deutschland heute in Organisationen wie der Lebensrechtsbewegung oder der Ex-Gay-Bewegung, deren Aktionen wie Konversionstherapie  oder Denuntiation von Ärzten laut Kritikern häufig in die individuellen Freiheiten Andersgläubiger eingreifen, zum Nachteil deren seelischer und körperlicher Unversehrtheit. Dabei würden sie mit rechtsextremen Parteien zusammenarbeiten: "Die 'Lebensschutz'-Bewegung befindet sich […] in Übereinstimmung mit denjenigen Teilen der extremen Rechten, die einen Kulturkampf von rechts gegen die angebliche »Islamisierung Europas« führen – welchen die Alternative für Deutschland (AfD) ebenso beschwört wie die Pegida-Bewegung – oder den 'culture wars', die von der Trump-Administration und ihren Sympathisant*innen geführt werden. "
Im Jahrbericht 2023 gibt der Verfassungsschutz Baden-Würrtemberg bekannt zwei freikirchliche Gemeinden zu beobachten. Die Pforzheimer Gemeinde "Baptistenkirche Zuverlässiges Wort Pforzheim" wird beobachtet ,da diese "gewaltbefürwortende Aussagen" verbreitete, indem sie geäußert hätte: "der Staat solle homosexuelle Menschen vernichten." Die Gemeinde betreibe, laut VS, die Delegitimierung des Staates und lehne die demokratische Willensbildung grundsätzlich ab.
"[...] Prediger Jakob Tscharntke [von der Evangelischen Freikirche Riedlingen] vermische «christlich fundamentalistische Ansichten mit der Ablehnung des Staates und demokratisch legitimierter Entscheidungen». Die hohe Reichweite der Gemeinde und das von Tscharntke initiierte «Netzwerk bibeltreuer Christen» könne dazu führen, dass zuvor nicht extremistisch eingestellte Kirchenmitglieder und andere Personen radikalisiert werden, heisst es im aktuellen Bericht des Verfassungsschutzes. Der Youtube-Kanal der Gemeinde hat derzeit knapp 23’000 Abonnenten."
Laut Kritikern wie Alexander Kühn oder dem Netzwerk für Extremismusforschung in Nordrhein-Westfalen würden die Gefahren die von christlichem Extremismus ausgehen unterschätzt.